# Líos de Pingüino
Penguin no Mondai (ペンギンの問題?  lit. Líos de Pingüino) es un manga cómico creado por Yūji Nagai sobre un pingüino llamado Beckham Kinoshita (Peter Kinoshita en el doblaje español del anime), que atiende a la Escuela Primaria de Kirikabu y al que le gusta comer hamburguesas y patatas fritas. Es publicado por Shōgakukan y ha sido recopilado en 15 tankōbon entre marzo de 2007 y enero de 2013. El manga ganó el primer premio de la categoría "niños" en los quincuagésimoquintos "Premios Manga Shōgakukan", y ha sido adaptado en un anime televisado que fue emitido en TV Tokyo en Japón. En España fue emitido en Cartoon Network y en Boing. También ha sido adaptado en una película.

## Videojuegos
- Penguin no Mondai: Saikyou Penguin Densetsu! (2008)
- Penguin no Mondai: Tenkuu no 7 Senshi (2009)
- Pen 1 Grand Prix: Penguin no Mondai Special (2009)
- Penguin no Mondai: The Wars (2011)